# Воронецький монастир

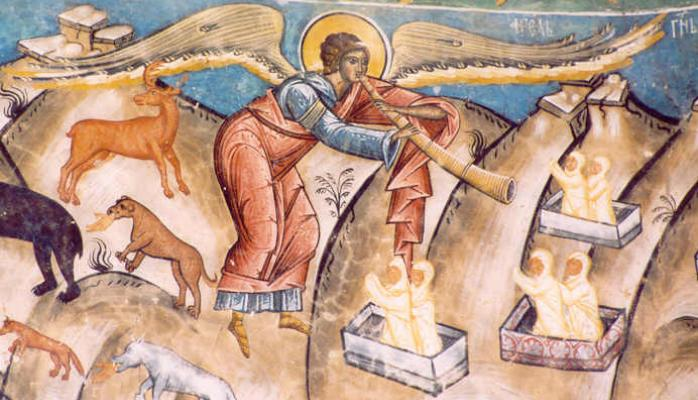
Ангел Страшного Суду

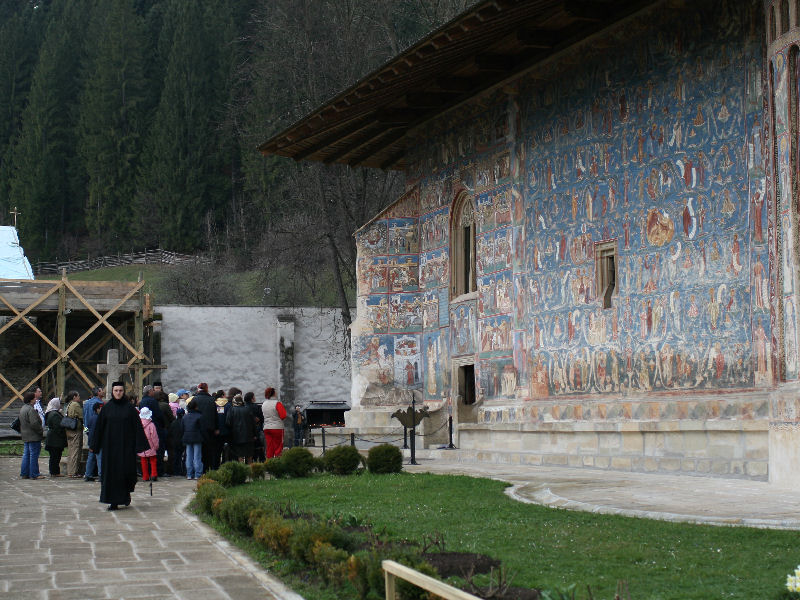
Відвідувачі монастиря

Воронецький монастир — середньовічний монастир у румунському селі Воронець, який зараз є частиною міста Гура Гуморулуй. Це один із відомих розписаних монастирів.

## Історія
Монастир був побудований Стефаном Великим у 1488 році протягом 3 місяців та 3 тижнів на ознаменування перемоги у битві при Васлуї. Відомий як « Сікстинська каплиця Сходу», фрески у Воронці мають інтенсивний синій відтінок, відомий у Румунії як «Воронецька синь».
Монастир розташований на південь від Гура Гуморулуй, в долині річки Воронець. Легенда про походження церкви пов'язана з іменами засновника монастиря Стефана Великого та святого Даніїла Пустельника, першого настоятеля монастиря. Могила святого Даніїла знаходиться в межах монастиря.
Церква входить у список ЮНЕСКО « об'єктів всесвітньої спадщини». Вік монастирської пам'ятки невідомий. Легенда говорить про те, що Стефан Великий у момент кризи під час війни проти Османських турків, прийшов до Данила Затворника в його скит у Воронці і попросив ради. Данило сказав не здавати бій. Потім, після перемоги, Стефан повинен побудувати монастир, присвячений святому Георгію. Оригінальний вхід над церквою Святого Георгія прикрашений написом вдячності: Церква має три апсиди, костел, наос з вежею та пронаос.
У 1547 р. Митрополит Молдавський Григорій Ровця додав екзонартекс до західного кінця церкви та пофарбував зовнішні стіни. Його внесок записано зліва від вхідних дверей. У монастирі знаходяться надгробки, присвячені пам'яті святого Даниїла Відлюдника, Григорія Ровця та інші.
Воронець був відомий своєю школою каліграфії, де священики, ченці та монахи вчилися читати, писати та перекладати релігійні тексти.
Монастир був безлюдний після 1775 року, коли монархія Габсбургів анексувала північну частину Молдавії. Монастирська громада повернулася до Воронця у 1991 році. З моменту повернення жителі монастиря збудували житло для черниць, каплицю, фонтани, конюшні, комори та будинок для паломників.

## Опис церкви
Католікон (головна церква) Святого Георгія у Воронезькому монастирі, можливо, найвідоміша церква в Румунії. Вона відома у всьому світі своїми фресками яскравих та насичених кольорів, а також сотнями добре збережених фігур, розміщених на знаменитому азуритовому фоні. Маленькі вікна, їх прямокутні рами з перехрещених стрижнів і відступаючі загострені або плечові арки внутрішніх дверних рам — готичні. Південні та північні двері екзонартексу 1547 року мають прямокутні рами, які вказують на перехідний період від готики до епохи Відродження. Але над ними на кожній стіні знаходиться високе вікно з яскравою готичною аркою.
На північному фасаді видно оригінальне оздоблення церкви, ряди керамічних емальованих дисків жовтого, коричневого та зеленого кольорів, оформлені рельєфно. Сюди входять геральдичні мотиви, такі як нестримний лев та голова Авроха молдавського герба, а також істоти, натхненні західноєвропейською середньовічною літературою, такі як двохвості русалки. Вежу прикрашають шістнадцять високих ніш, у чотирьох з яких — вікна. Ряд невеликих ніш оточує вежу над ними.

## Галерея

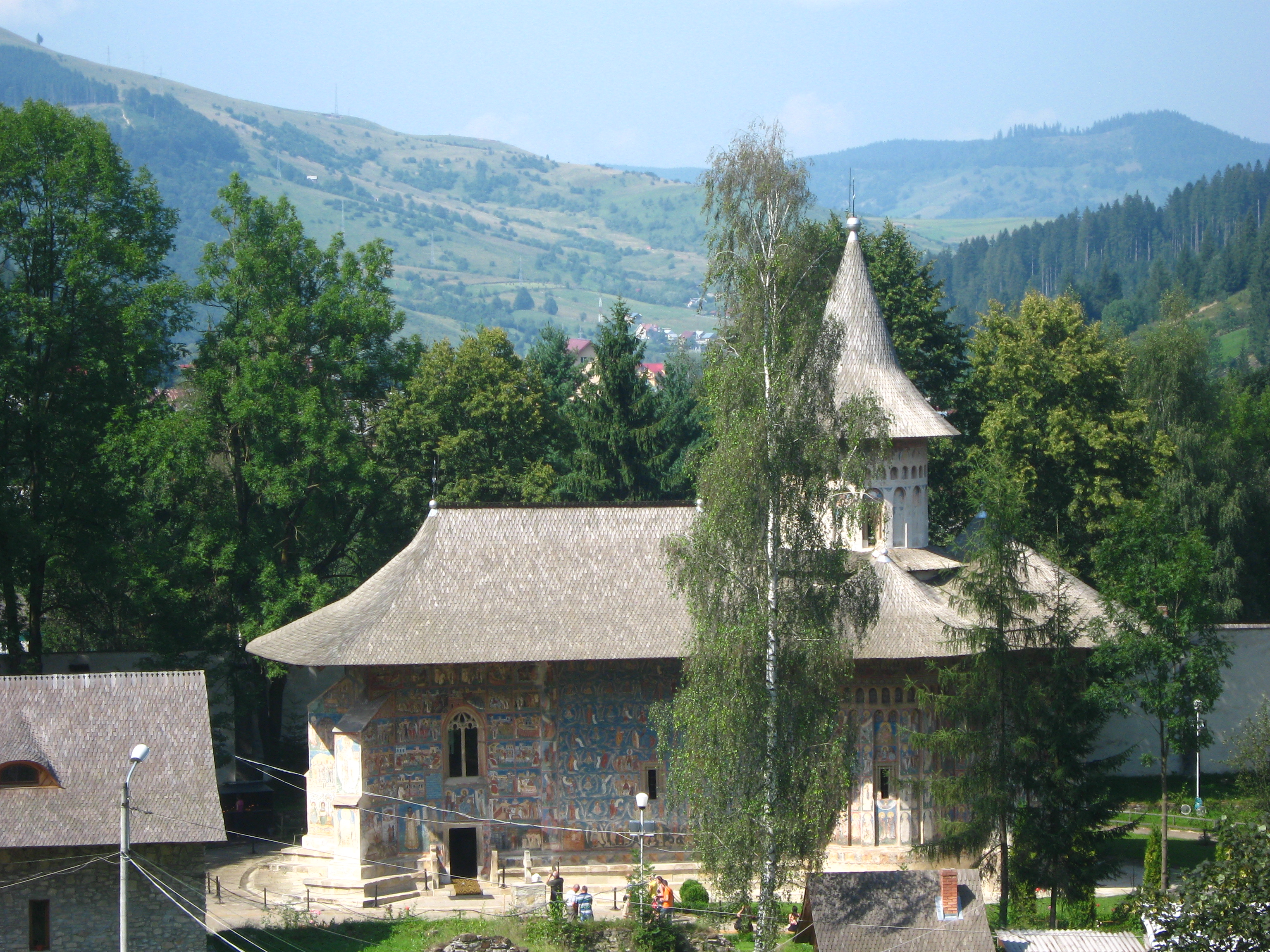
The Church of Saint George within Voroneț Monastery
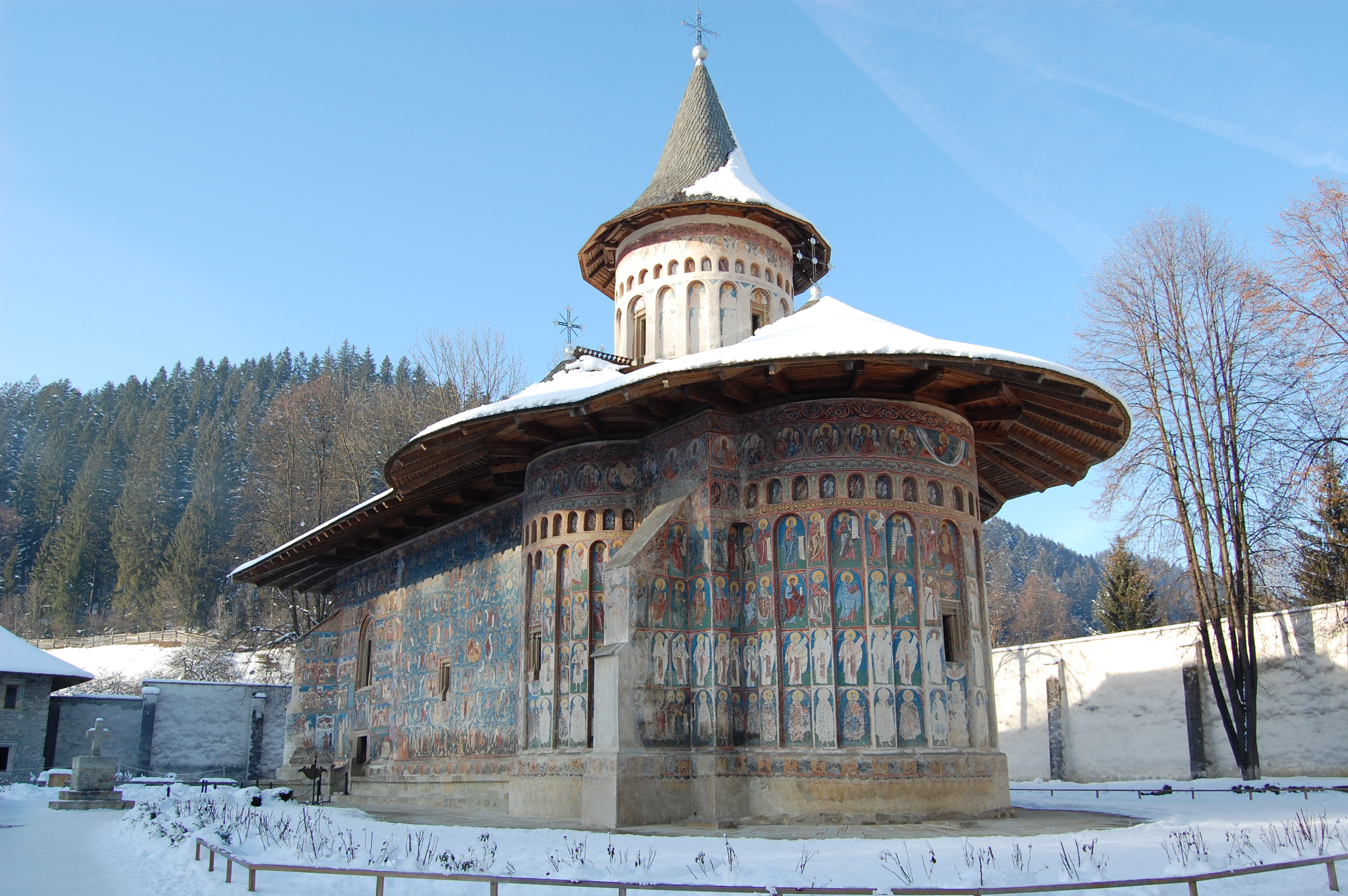
The Church of Saint George
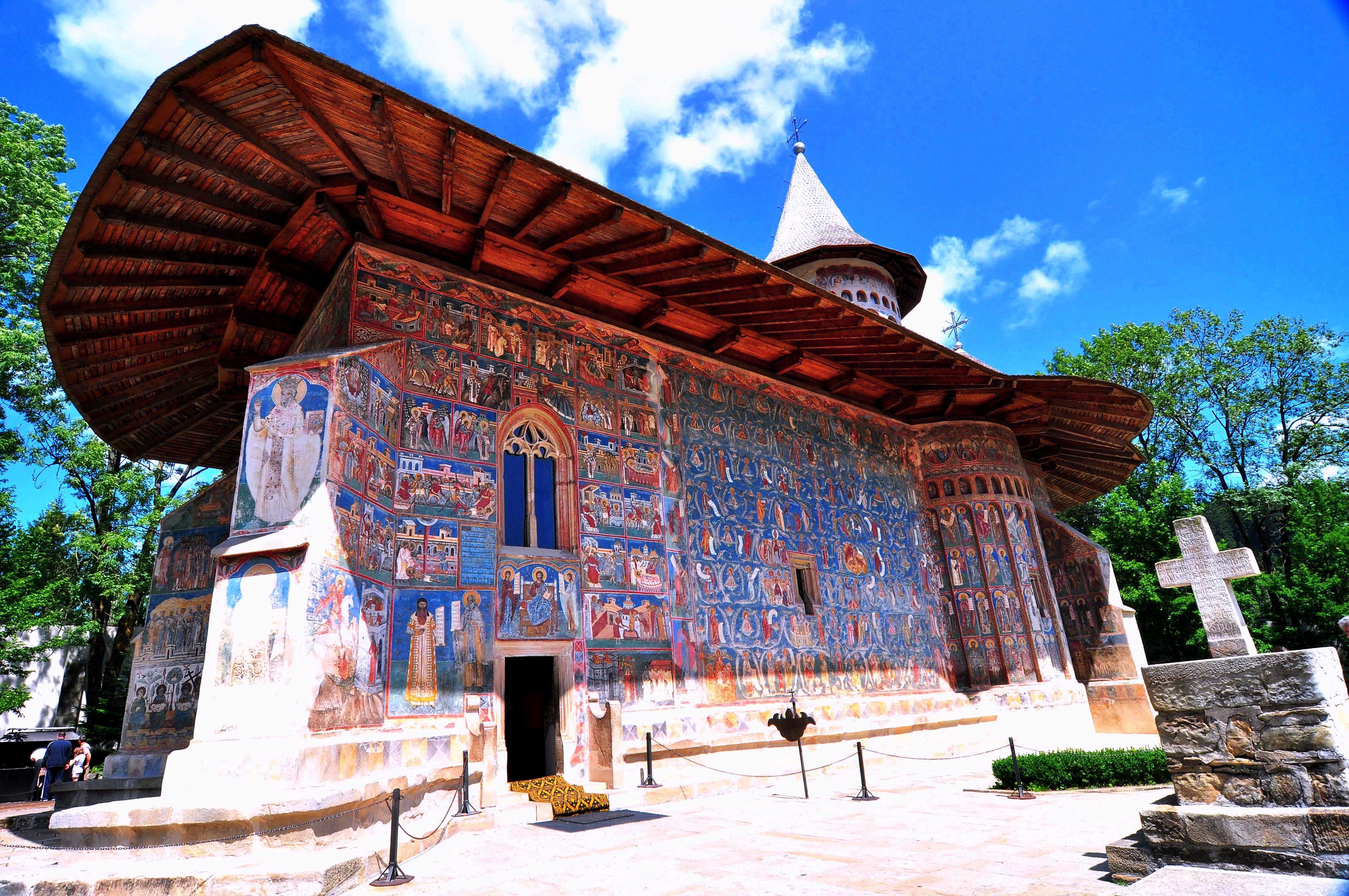
The Church of Saint George
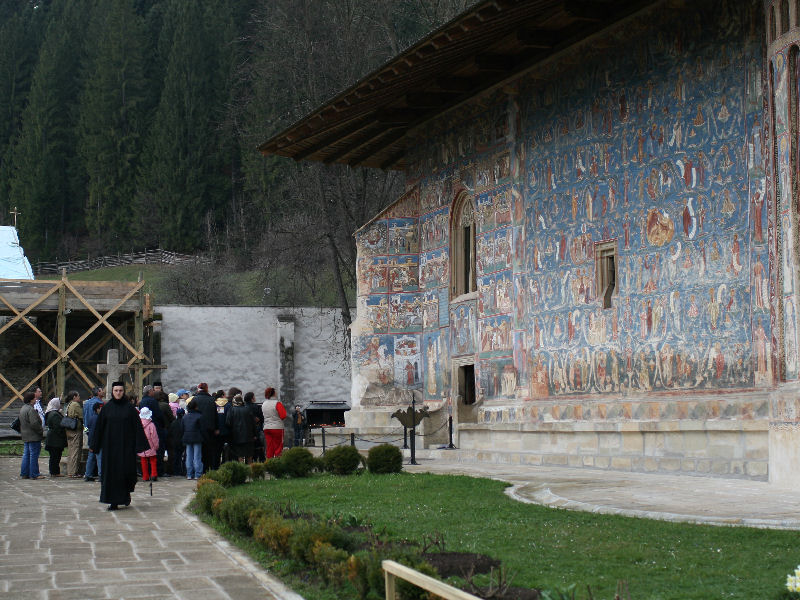
Exterior picture of the southern walls of the church
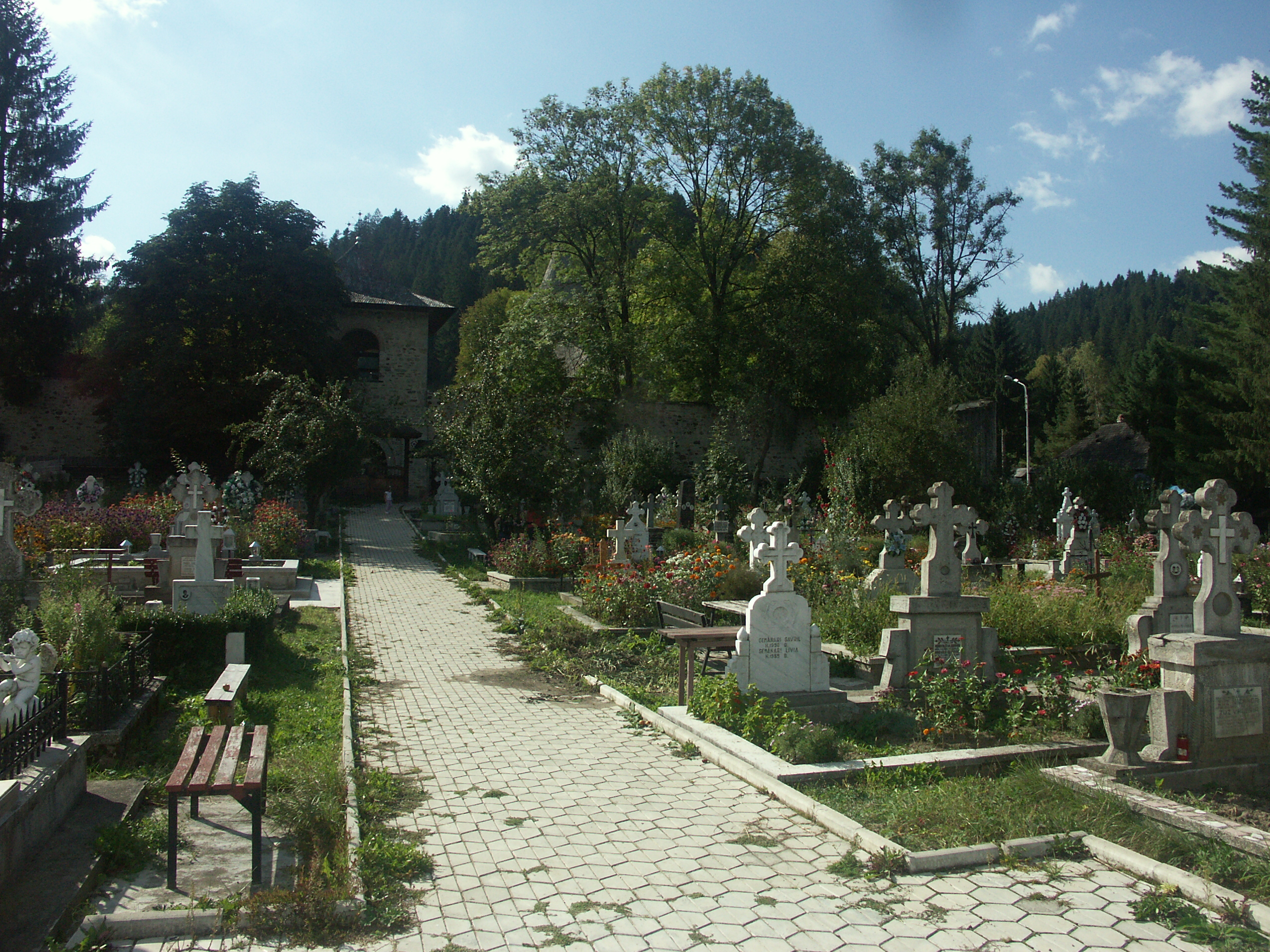
Interior court of the complex
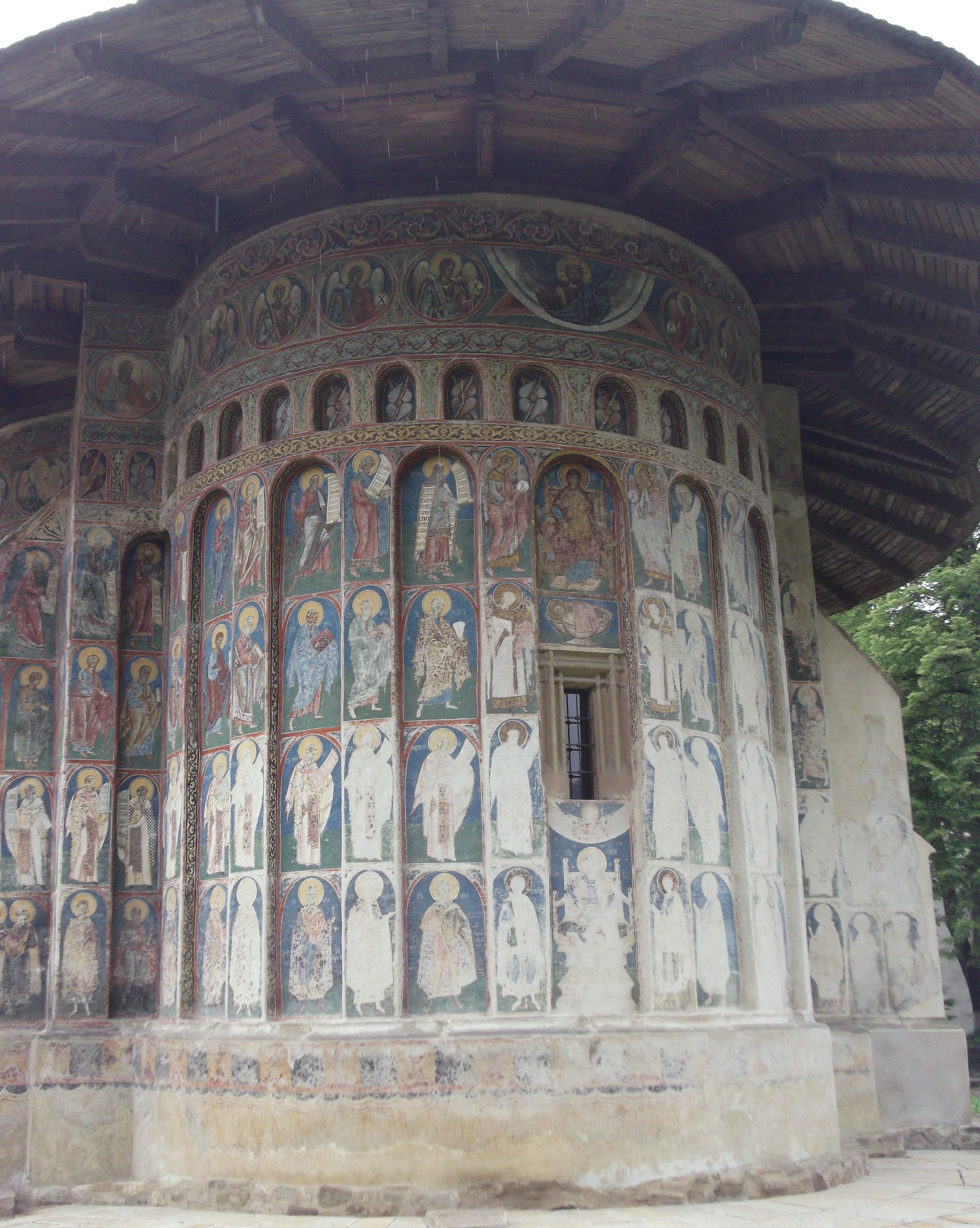
Exterior picture of the altar
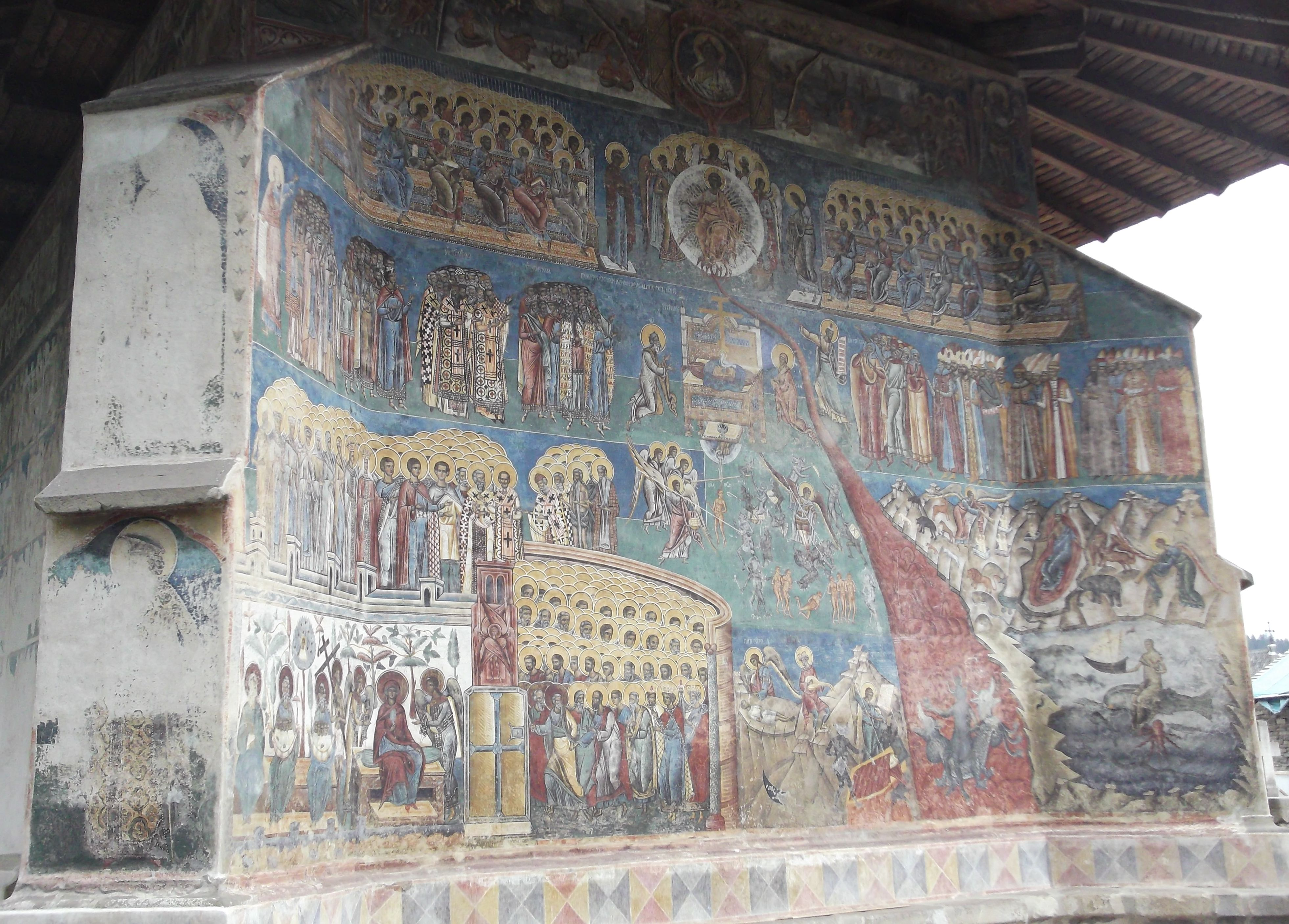
Exterior picture of the western walls
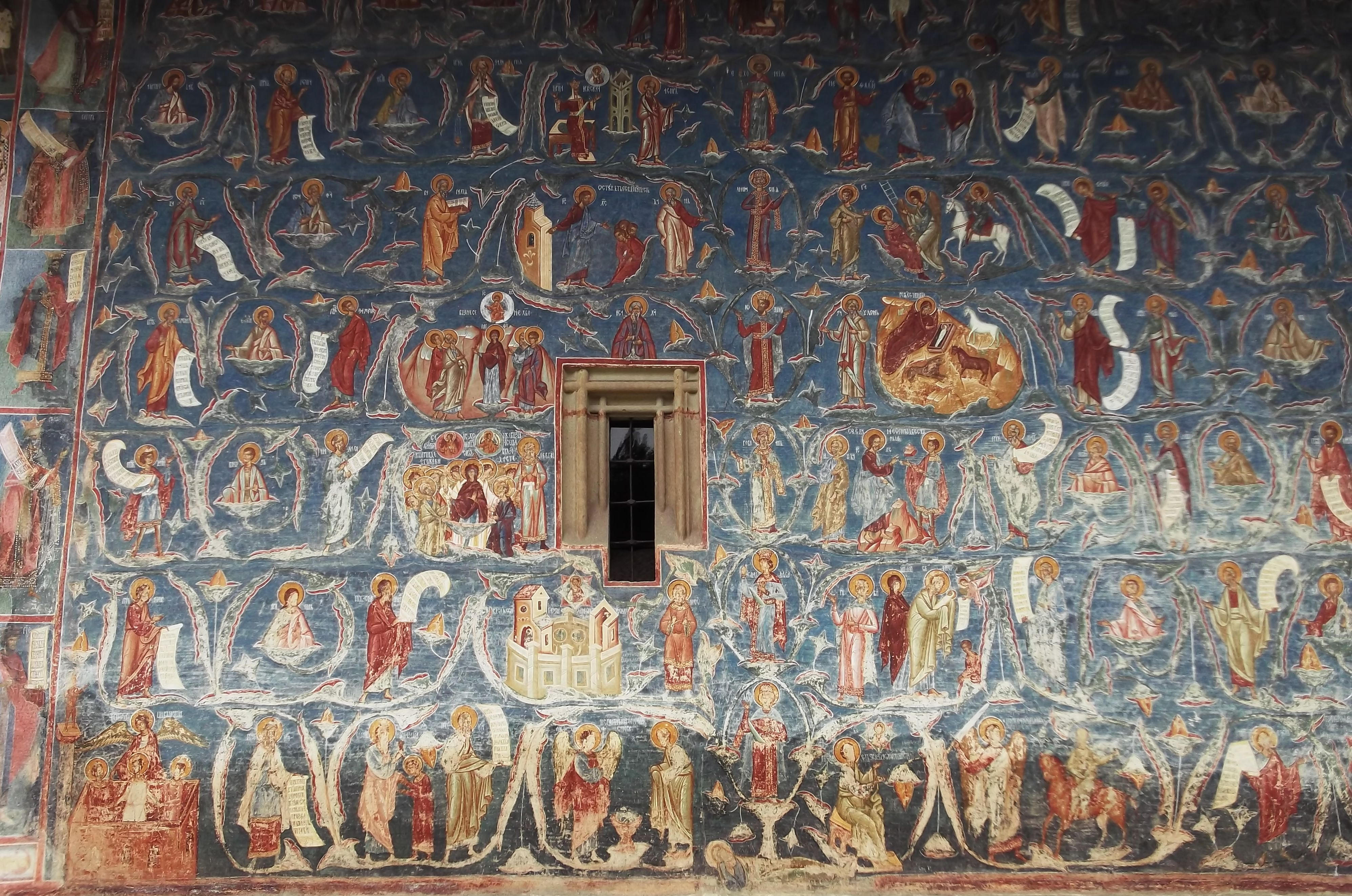
Exterior picture — detail
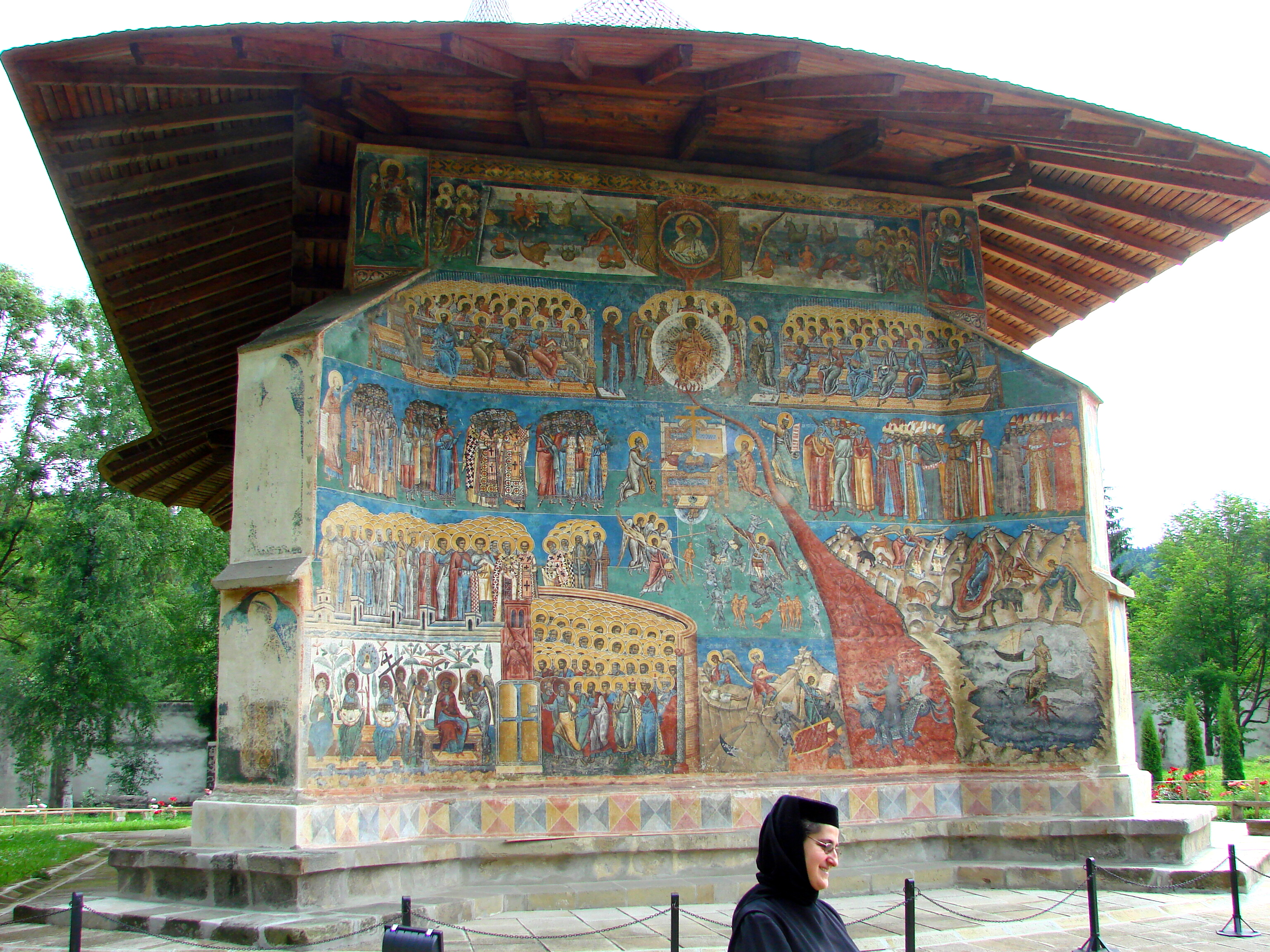
The Last Judgment, painted on the exterior of the Church of St. George
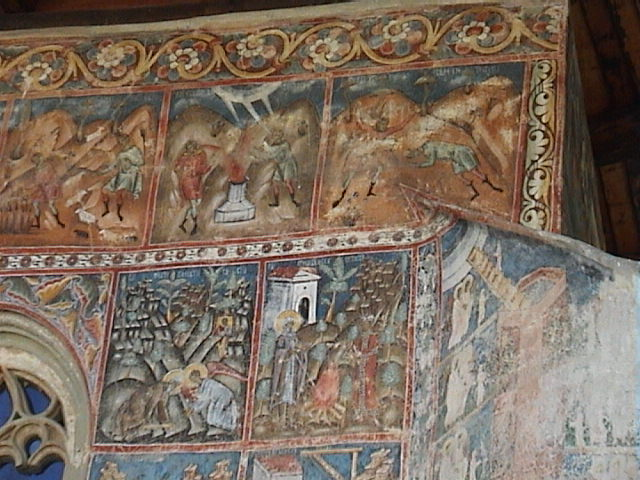
Cain and Abel, (bottom) lives of saints
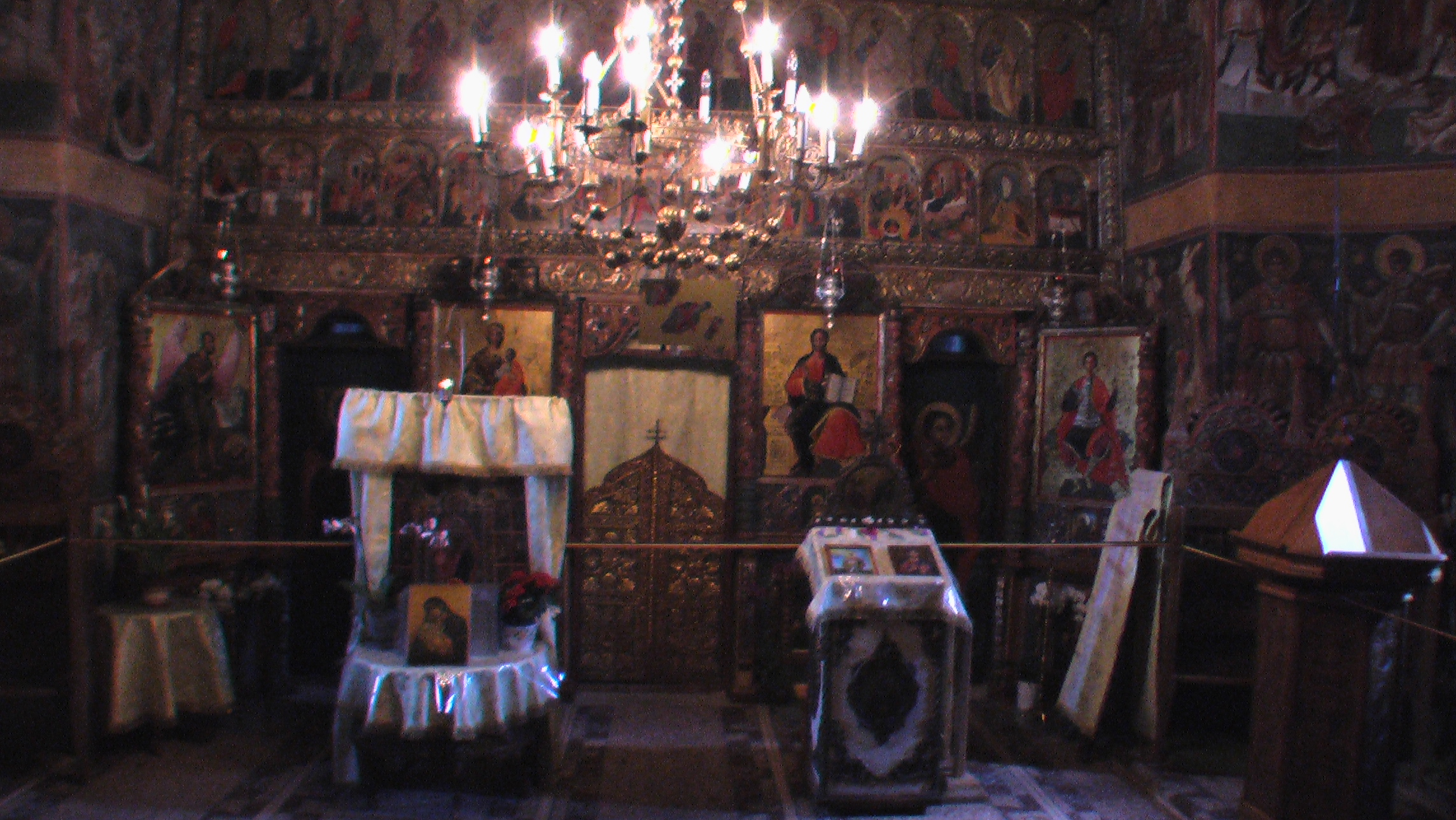
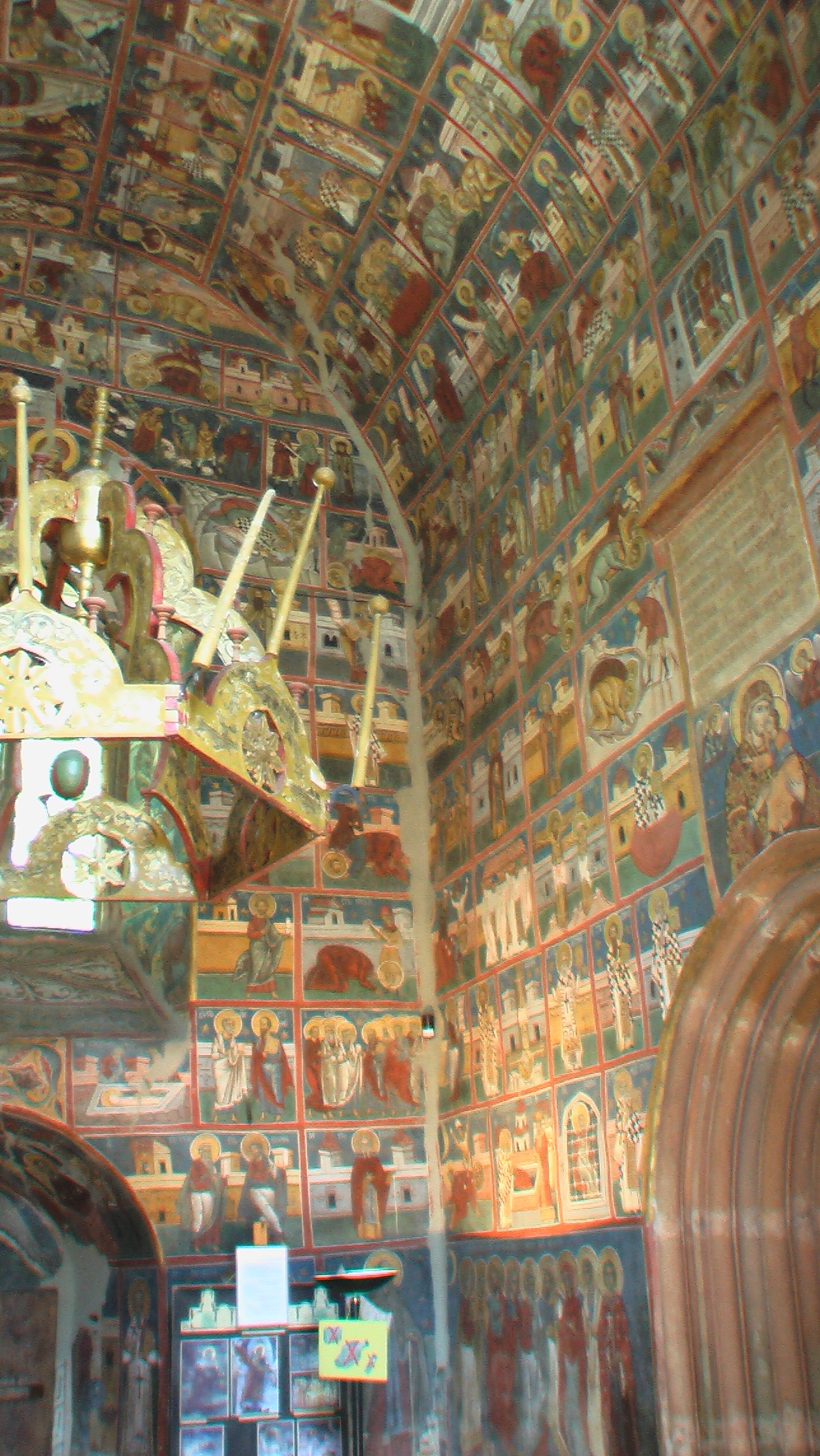
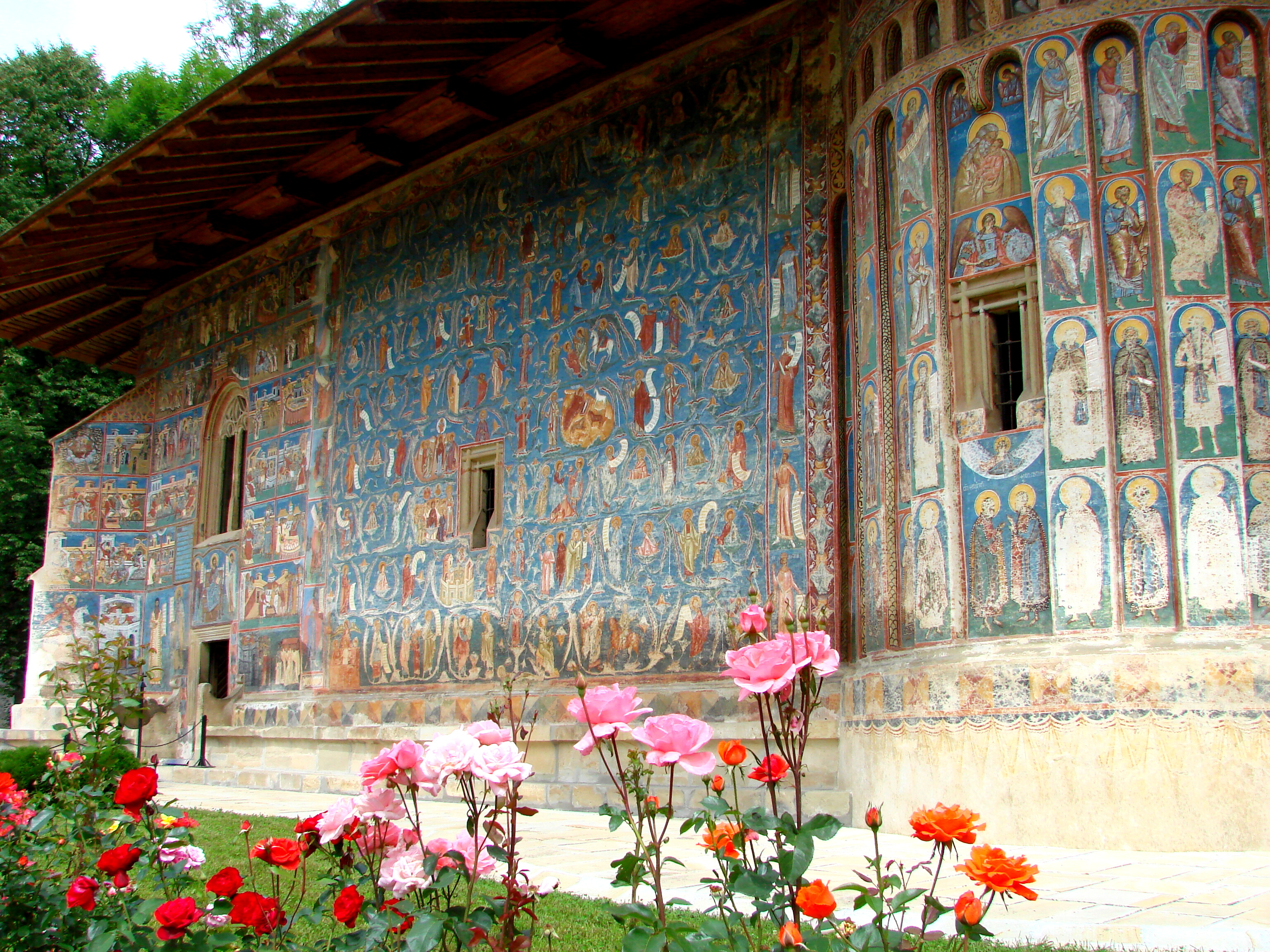
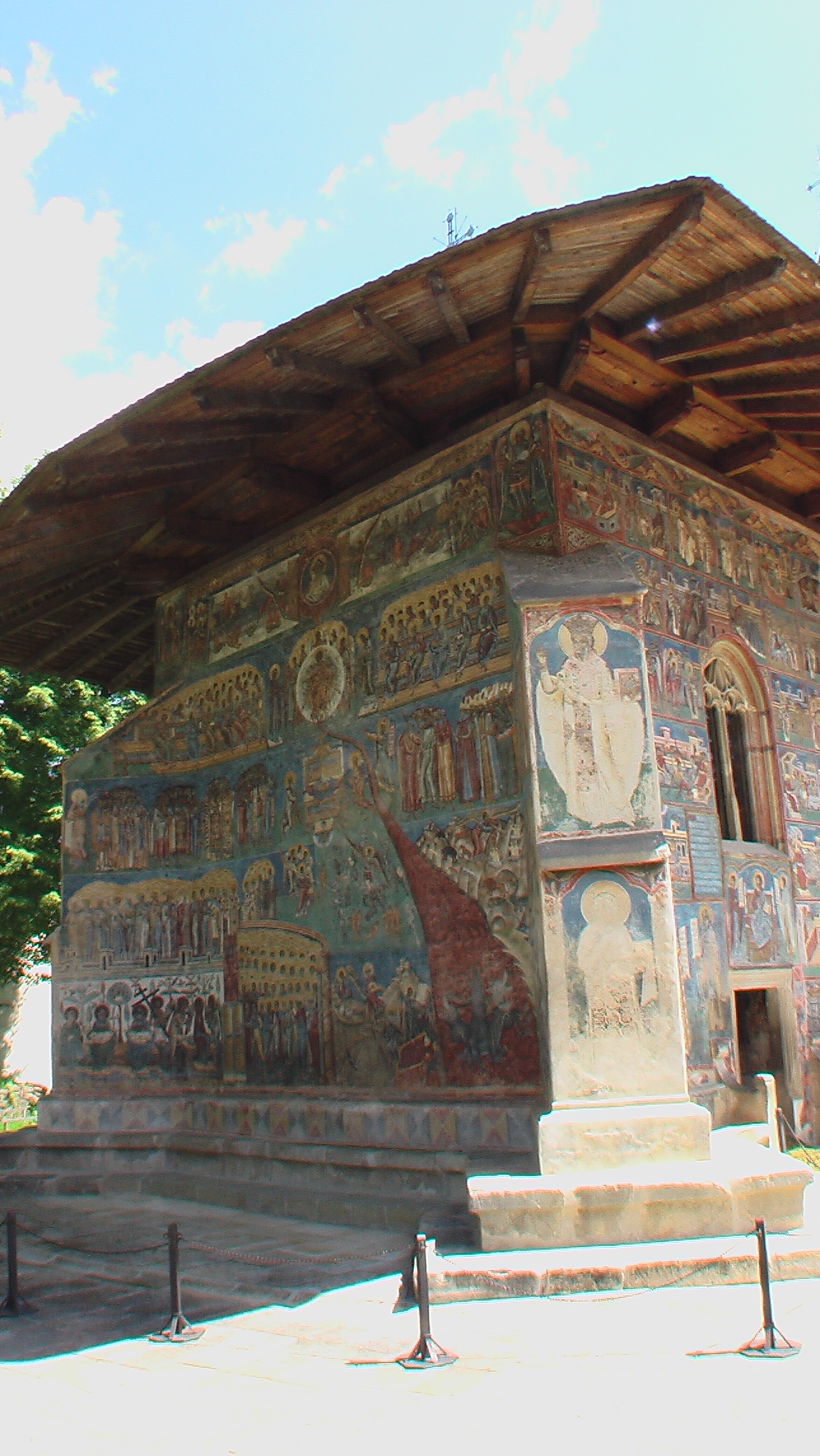
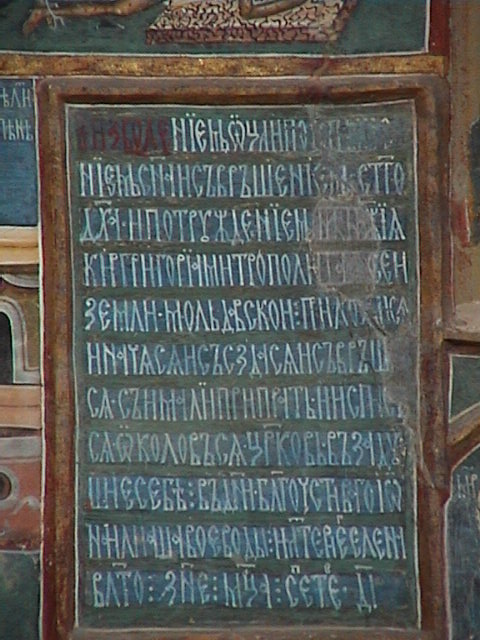
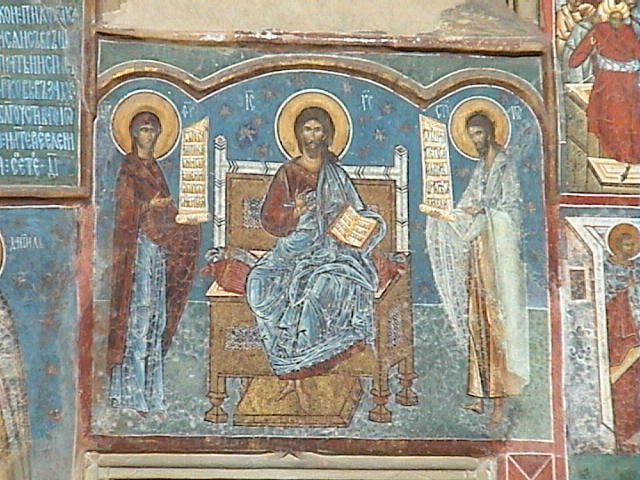